# Тучково
Тучко́во — посёлок городского типа в Рузском муниципальном округе Московской области России.
Расположен на Москве-реке, в 80 км к западу от Москвы. Население посёлка городского типа — 23 115 чел. (2024). В Тучково находится одноимённая железнодорожная станция, на ж/д линии Москва — Вязьма (от Белорусского вокзала).

## История
Территорию по правому берегу реки Москвы, где сейчас раскинулся город Тучково, люди заселили издревле. Вблизи и непосредственно на территории посёлка обнаружены и изучены многочисленные памятники и отдельные находки орудий труда.
Посёлок назван в честь героев войны 1812 года братьев Тучковых. Основан в 1904 году на месте полустанка Мухино Смоленской железной дороги (ныне — станция Тучково). 20 февраля 1934 года согласно указу Президиума ВЦИК селение Тучково было отнесено к категории рабочих посёлков.
Во время Великой Отечественной войны был оккупирован немецкими войсками, освобождён Красной Армией 11 января 1942 года.
В 2003 году в состав посёлка Тучково были включены посёлок Санаторно-лесной школы 5, посёлок Тучковского автодорожного техникума, деревни Даниловка, Дубровка, Картино и Трутеево.
В 2025 году рабочий посёлок преобразован в посёлок городского типа.

### Городское поселение Тучково
В период с 2005 по 2017 год территория пгт Тучково составляла отдельное муниципальное образование городское поселение Тучково.
В ходе реализации Федерального закона «Об общих принципах организации местного самоуправления в Российской Федерации» (№ 131-ФЗ от 6 октября 2003 года, вступил в силу 1 января 2006 года) в Московской области были созданы муниципальные образования. В 2005 году был принят закон Московской области «О статусе и границах Рузского муниципального района и вновь образованных в его составе муниципальных образований». Было, в частности, образовано муниципальное образование «городское поселение Тучково», в состав которого вошёл один населённый пункт — посёлок городского типа Тучково.
Городское поселение Тучково упразднено законом Московской области № 184/2016-ОЗ от 28 декабря 2016 года «Об организации местного самоуправления на территории Рузского муниципального района» с преобразованием Рузского муниципального района в Рузский городской округ, полномочия местных органов самоуправления прекращены.
Географические данные
Площадь городского поселения составляла 2502 га.
Муниципальное образование находилось в юго-западной части Рузского муниципального района и граничило:
- с Одинцовским районом (на юге и юго-востоке),
- с сельским поселением Старорузское (на западе),
- с сельским поселением Колюбакинское (на севере и северо-востоке).

Органы местного самоуправления
- Совет депутатов — выборный представительный орган местного самоуправления. В его состав входили 15 человек, избираемые на 5 лет[9].
- Глава городского поселения Тучково, Председатель Совета депутатов — избирался Советом депутатов поселения из своего состава[9].
- Глава администрации городского поселения — лицо, назначаемое на должность главы администрации по контракту, заключаемому главой поселения на срок полномочий Совета депутатов[9].

История местной власти
13 декабря 2009 года были убиты глава посёлка Виталий Устименко и его жена. Устименко был избран главой посёлка всего за два месяца до убийства. После выборов он начал вести решительную борьбу с коррупцией и наводить порядок с использованием бюджетных средств. 13 декабря 2009 он был убит вместе со своей женой предположительно из-за своей политической деятельности. На момент убийства Устименко в суде уже находился иск о признании выборов недействительными.
14 марта 2010 года на выборах нового главы посёлка фактическую победу одержал Виктор Алкснис. Голоса избирателей распределились следующим образом:
- В. И. Алкснис — 3175 голосов (41,3 %)
- Н. П. Анищук — 1478 голосов (19,35)
- Р. В. Блохин — 1472 голоса (19,1 %)
- Г. В. Веретенников — 875 голосов (12.3 %)

Как утверждает Алкснис, в ходе избирательной кампании и выборов на избирателей было оказано беспрецедентное давление, однако это не повлияло на результаты, после чего в ход пошли «грязные избирательные технологии» — по данным кандидата, на участке № 2518 был зафиксирован вброс трёх бюллетеней, а на участке № 2519 — семи. Несмотря на столь малое количество вброшенных бюллетеней, 15 марта территориальная избирательная комиссия Рузского района проголосовала за признание результатов выборов недействительными.
5 мая Рузский районный суд отказал в удовлетворении жалобы Алксниса на решение территориальной избирательной комиссии Рузского района об отмене результатов выборов главы городского поселения Тучково 14 марта 2010 г.
Практически одновременно проигравший выборы Р. В. Блохин оказывается на должности первого заместителя главы городского поселения:

4 мая состоялось заседание Совета депутатов посёлка Тучково, на котором исполняющим обязанности главы городского поселения Тучково была назначена О. А. Тумакова, заместитель главы посёлка. Своим первым распоряжением она назначила на должность первого заместителя главы городского поселения Тучково бывшего кандидата на должность главы Р. Блохина.
5 мая глава Рузского района О. Якунин провёл встречу с предпринимателями посёлка Тучково, на которой представил собравшимся нового первого заместителя главы посёлка. Из его выступления некоторые присутствующие сделали вывод, что г-н Блохин будет преемником Якунина на посту главы Рузского района. Да и сам Р. Блохин не отрицает, что он намерен баллотироваться на пост главы Рузского района. И именно поэтому для него так важно поработать в Тучково, чтобы завоевать доверие и поддержку избирателей Тучково. А на самом деле всё намного проще. Как известно, глава Рузского района находится в «предпосадочном состоянии», он проходит по громкому делу о коррупции в Рузском районе.
И поэтому, как утверждают некоторые источники, сейчас его якобы срочно выводят из-под удара.
— Государственный переворот местного розлива В блоге v_alksnis2
11 августа Совет депутатов снял полномочия и. о. и возложил их на начальника отдела социальной политики Дмитрия Усача. Однако Роман Блохин не согласился с этим и предъявил приказ об увольнении Усача. До 17 августа оставалось неясным, кто является главой, 17 августа прокурор, глава района и начальник ОВД признали и. о. главы Усача Дмитрия Павловича.
31 августа на заседании Совета депутатов Дмитрий Усач попросил снять полномочия исполняющего обязанности главы и предложил Эфенди Хайдакова, принятого на работу 30 августа на эту должность. Депутаты приняли отставку, и. о. главы стал Эфенди Юсупович Хайдаков.
4 сентября инициированные группой депутатов изменения в Уставе вступили в силу, и 6 сентября на внеочередном совете депутатов тайным голосованием выбрали председателя Совета депутатов, который теперь становится главой городского поселения. Им стала Тихонова Маргарита Ивановна (7 голосов), второе место — Федотов Виктор Григорьевич (6 голосов).
С 18 сентября 2013 года главой городского поселения являлся Алкснис Виктор Имантович.
26 апреля 2015 года в Тучково состоялись досрочные выборы в Совет депутатов. Главой поселения Тучково стала Киселёва Жанна Фёдоровна. Эфенди Юсупович Хайдаков возглавил местную администрацию.

## Население
| 1939    | 1959    | 1970    | 1979    | 1989    | 2002    | 2006    |
| ------- | ------- | ------- | ------- | ------- | ------- | ------- |
| 3059    | ↗6815   | ↗9042   | ↗10 887 | ↗15 047 | ↗16 966 | ↗17 787 |
| 2009    | 2010    | 2012    | 2013    | 2014    | 2015    | 2016    |
| ↗18 723 | ↘17 381 | ↗17 694 | ↗17 730 | ↗17 919 | ↗18 144 | ↗18 205 |
| 2017    | 2018    | 2019    | 2020    | 2021    | 2023    | 2024    |
| ↗18 412 | ↘18 380 | ↘18 277 | ↗18 320 | ↗22 657 | ↗22 913 | ↗23 115 |

## Экономика

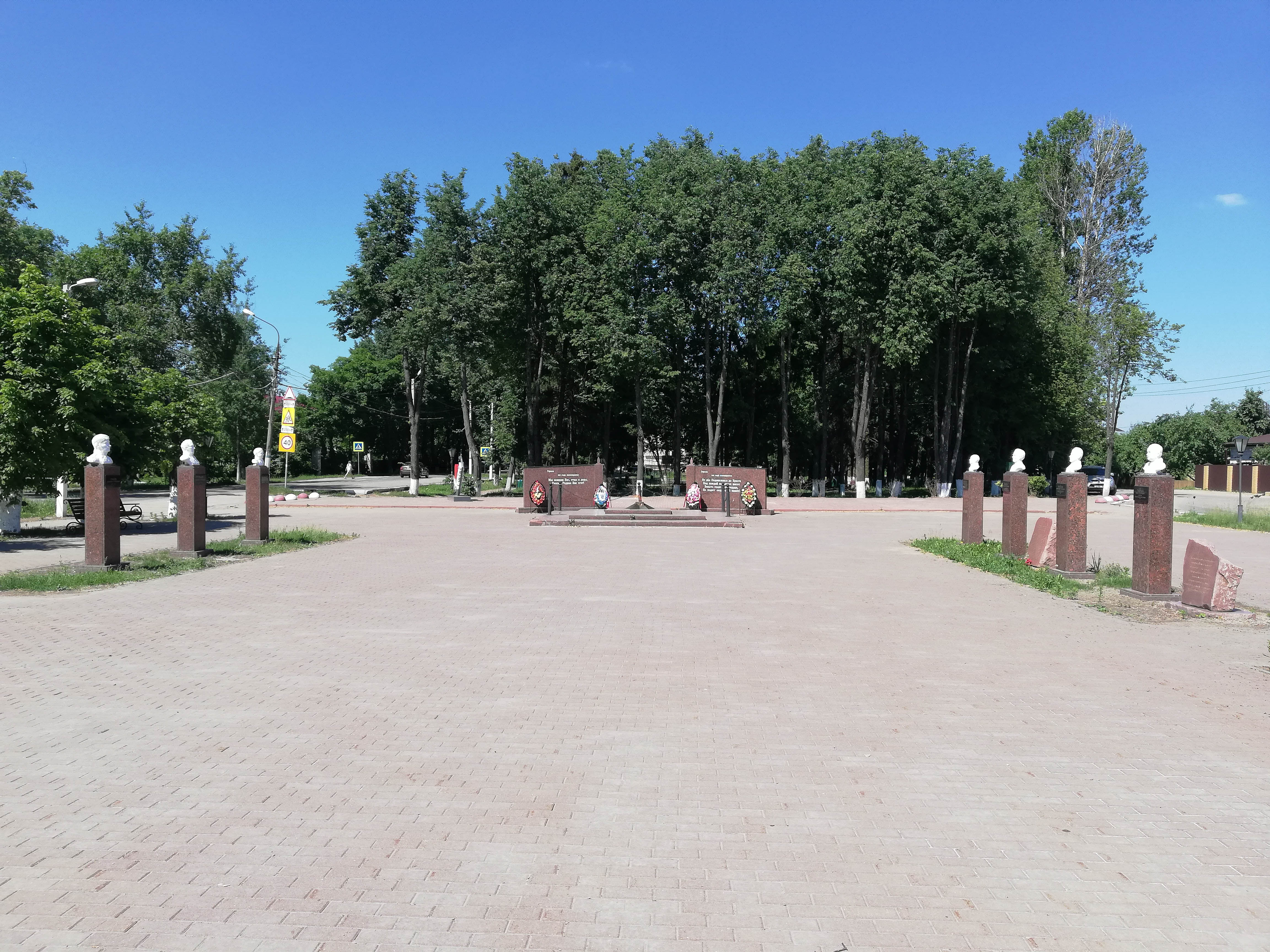
Мемориальный комплекс с Вечным огнём

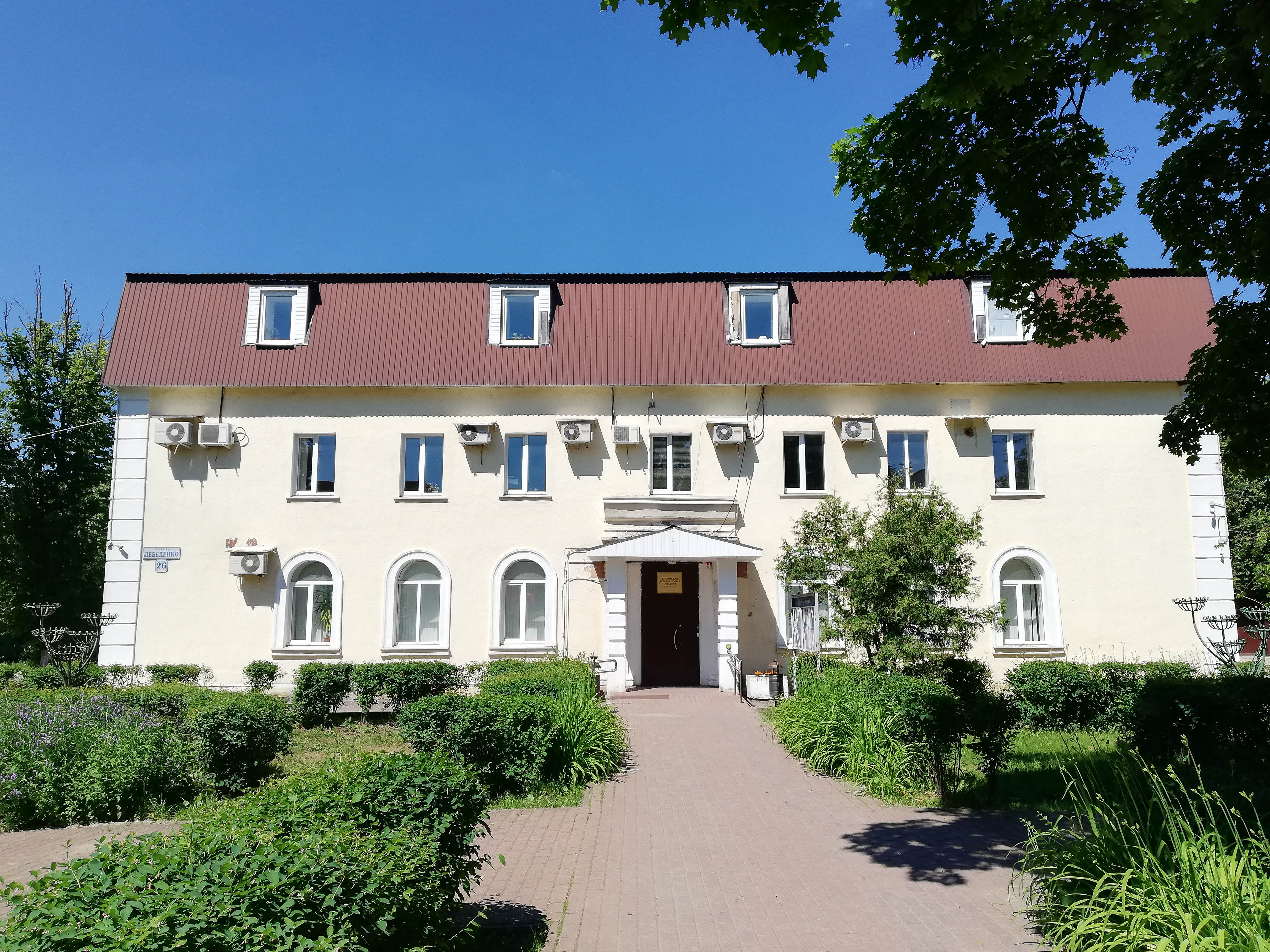
Филиал Колюбакинской художественной школы в Тучково

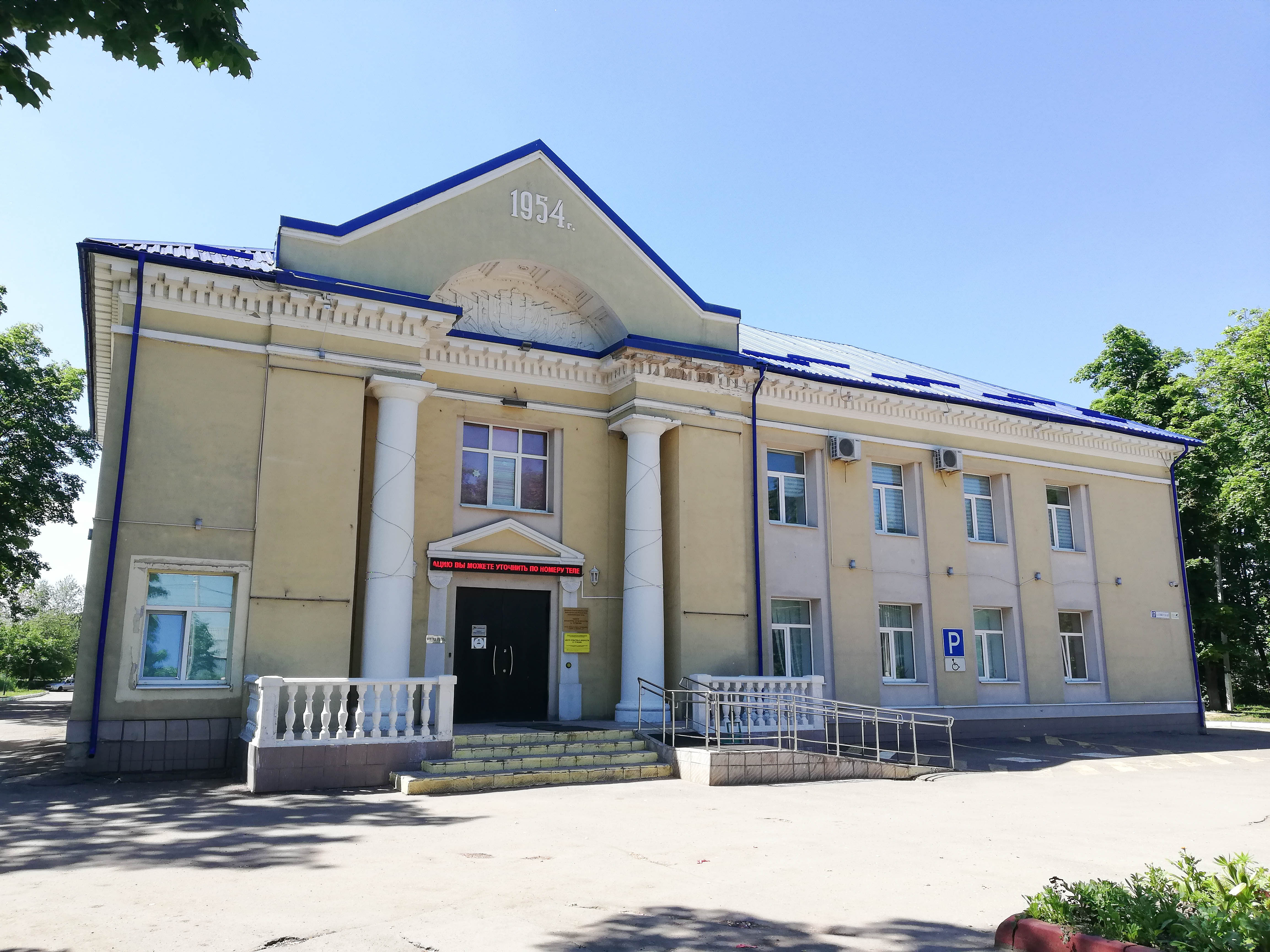
Тучковский центр культуры и искусств

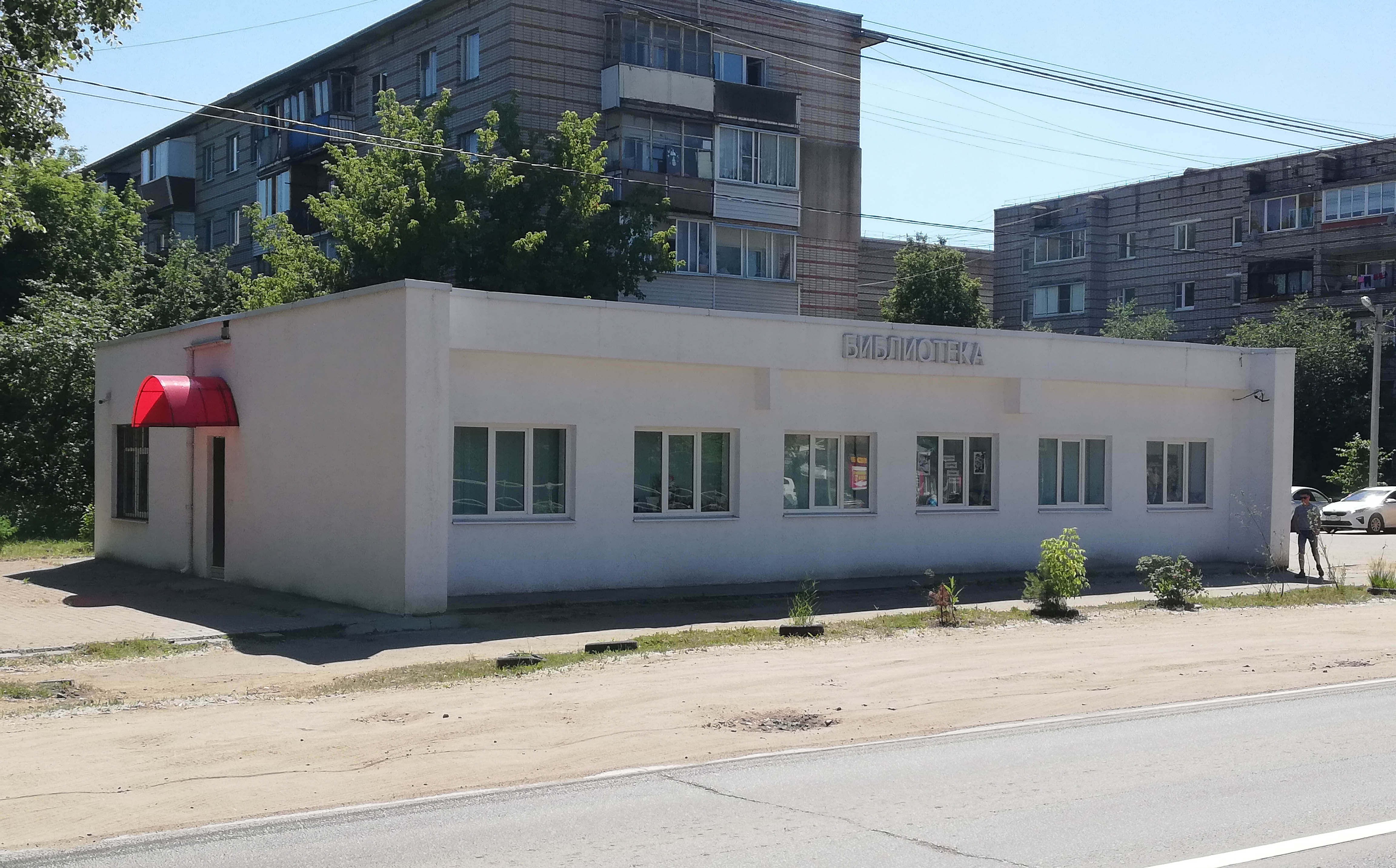
Тучковская муниципальная библиотека

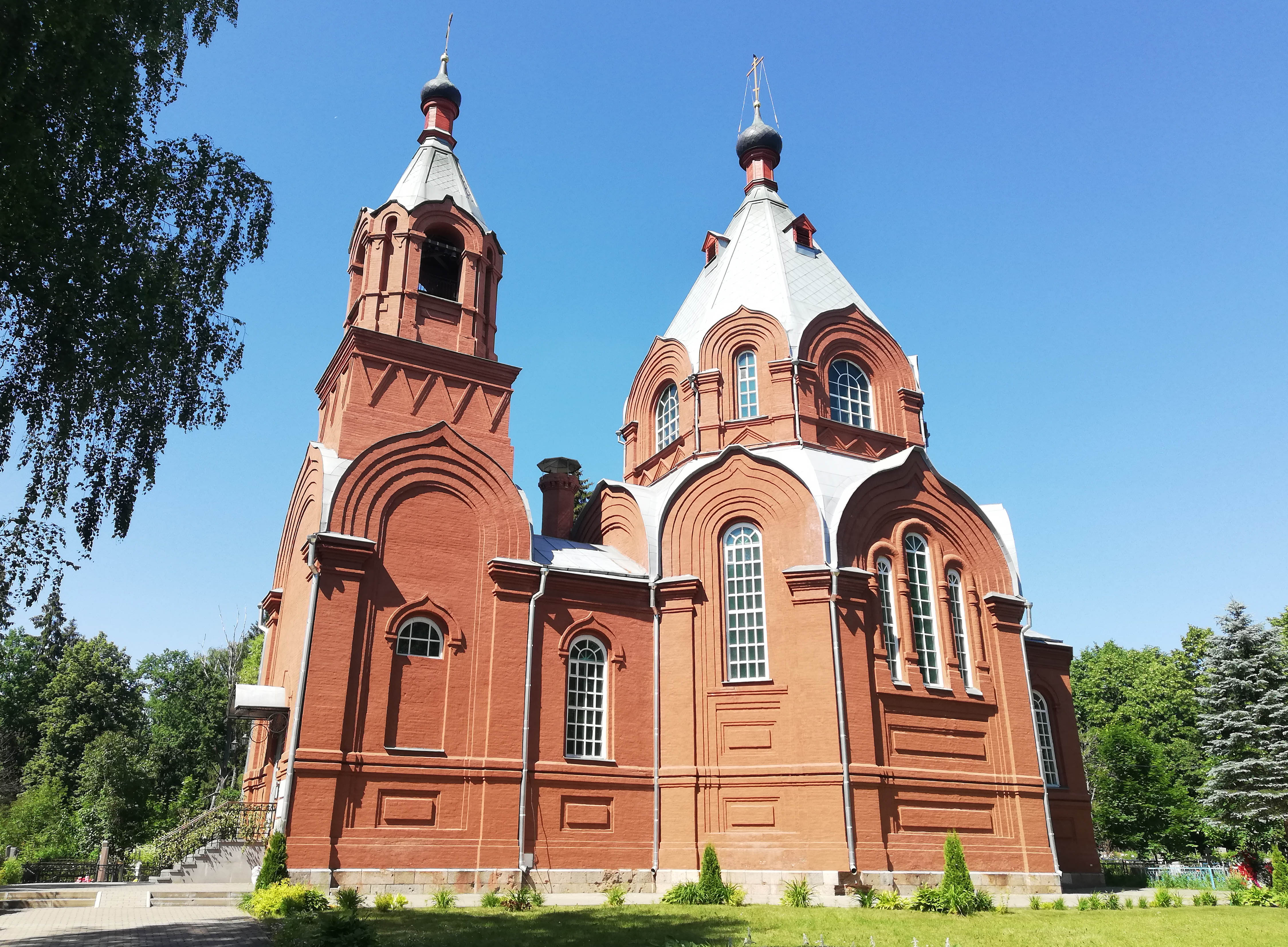
Храм Успения Пресвятой Богородицы

В Тучково работает целый ряд пищевых предприятий: завод по производству растворимого сублимированного и жареного кофе ЗАО «Московская Кофейня на Паяхъ». С 2007 года на арендуемой территории ТКЗ № 1 (кирпичный завод МинСпецстроя) работает крупное предприятие по выпуску упаковки для колбас и другой мелкой пищевой (в том числе вакуумной) упаковки — НПО «СЛАВА».
Помимо этого, действуют предприятия по выпуску строительных материалов: ОАО «Бикор», выпускающее железобетонные изделия, домостроительный комбинат ЗАО ТМПСО «Рузский Дом» с полным циклом крупнопанельного домостроения, завод железобетонных и силикатных изделий (кирпич) — ТЗЖБиСИ. В окрестностях Тучково ОАО «Тучковский комбинат строительных материалов» ведёт интенсивную разработку нерудных материалов (песка, щебня).
На прилегающей к посёлку территории расположен контейнерный терминал, принадлежащий «Дальневосточной транспортной группе» и обслуживающий завод LG Electronics, находящийся в близлежащем посёлке Дорохово.

## Образование
В Тучково работают автотранспортный колледж, до 2015 года работал филиал Московского государственного агроинженерного университета им. Горячкина (при колледже), также работает филиал Московского нового юридического института, филиал Университета машиностроения(«МАМИ») в п. Тучково, три общеобразовательные школы, профессионально-техническое училище № 113.
На начало 2021 года к сдаче готовится новая школа.

## В литературе
Посёлок Тучково упоминается в фантастической повести Кира Булычёва «Сыщик Алиса».

## Связь и интернет
Услуги телефонной связи и доступа в Интернет предоставляют операторы Ростелеком, Интерсеть и др.

## Спорт
Софтбольный клуб «Карусель» — 25-кратный чемпион России.

## Русская православная церковь
Церковь Успения Пресвятой Богородицы

## Достопримечательности
- Усадьба Любвино
- Музей В. А. Гиляровского

## Известные уроженцы
- Овчинников, Лев Павлович — биохимик, доктор биологических наук. Академик РАН (1997). Иностранный член Американского общества биохимии и молекулярной биологии (ASBMB).
- Смирнов, Александр Александрович — рэпер, больше известный как GONE.Fludd.